# دهستان نگانگلام
دهستان نگانگلام (به لاتین: Nganglam Gewog) یک دهستان در کشور بوتان است که در ناحیهٔ پماگاتشل واقع شده‌است.